# Garganta del Villar
Garganta del Villar es un municipio de la comarca de El Barco de Ávila-Piedrahíta, situado en la parte alta del valle del río Alberche, en la vertiente sur de La Serrota, en la provincia de Ávila, Comunidad Autónoma de Castilla y León, en España. Pertenece al partido judicial de Piedrahíta. 

Situación del término municipal dentro de la provincia de Ávila.

## Geografía
El municipio está situado:

"á la bajada del puerto de Chía, y próximo á la sierra de Serrota"

Linda con los términos municipales de Villafranca de la Sierra al norte, Navadijos al sur, Cepeda la Mora al este y San Martín de la Vega del Alberche al oeste.
| Noroeste: Navacepedilla de Corneja                                  | Norte: Villafranca de la Sierra | Noreste: Cepeda la Mora |
| Oeste: Villafranca de la Sierra, San Martín de la Vega del Alberche |                                 | Este: Cepeda la Mora    |
| Suroeste San Martín de la Vega del Alberche                         | Sur: Navadijos                  | Sureste: Navadijos      |

El clima es frío, con inviernos largos y veranos cortos, aunque muy sano.
El pueblo se compone de 87 viviendas familiares (2005), todas ellas interconectadas con la red de distribución y saneamiento de aguas. La práctica totalidad de sus calles, en buen estado de conservación, están pavimentadas; disponen de alumbrado público y servicio de recogida de residuos. La capacidad de los depósitos de agua de la localidad es de 19 m³, suficiente, en condiciones normales, para abastecer a la población estacional máxima, estimada en unas 150 personas. 
Su principal medio de vida es el aprovechamiento extensivo de la ganadería bovina (raza avileña-negra ibérica). Existen varios abrevaderos en buen estado de conservación, buena parte de uso común, diseminados por su territorio, que son utilizados por los ganados para beber. 

Hidrografía.

El término municipal está recorrido de oeste a este por el río Alberche y de noroeste a sudeste por el arroyo Gil, que desemboca en el primero, a poco más de un kilómetro del centro de la localidad, tras recoger las aguas del arroyo Toro. El término aparece cartografiado en la hoja número 555 del Mapa Topográfico Nacional (escala 1:50.000).
Más de la mitad de su territorio está protegido ambientalmente, formando parte del Espacio natural de las Sierras de la Paramera y Serrota.
La ribera del río Alberche a su paso por el término municipal está protegida, calificada como Lugar de Interés Comunitario, formando parte del LIC Riberas del Río Alberche y afluentes, perteneciente a la Red Natura 2000 de Castilla y León.

## Historia
Aunque no existe hasta el momento resto prehistórico alguno en su jurisdicción, bien pudiera su territorio haber estado habitado por algún pueblo celtíbero. De los árabes tampoco existen vestigios, aunque se tiene constancia que en la época de la Reconquista habitaban los extensos bosques que cubrían estas sierras -quemados insistentemente- hasta su expulsión definitiva de la región. Prueba de ello es el topónimo «Fragua de los Moros» empleado aún para identificar un lugar del municipio.
En tiempos de Alfonso X entró a formar parte del Señorío de Valdecorneja en el Alto Alberche, con cabeza en la villa de Piedrahíta. El desarrollo del territorio serrano llevó a la necesidad de dividirlo en tres partes que, junto con los otros tres «Quartos» existentes en el llano, daban un total de seis zonas administrativas que pasaron a denominarse Sexmos, el primero de los cuales, según figura en la documentación del Asocio de Villa y Tierra de 1442, estaba formado por los concejos de Garganta, San Martín de la Vega y San Martín del Pimpollar.
Los Concejos de los Sexmos de la Sierra fueron los más importantes de la Tierra de Piedrahíta, debido a su riqueza forestal y ganadera, y por eso fueron obligados a abastecer a la Villa de madera y carne.
Doña Constanza Sarmiento y don Gutierre Gómez de Toledo en el «Libro del Ordenamiento de la madera» o también llamado «Provisión que se declara que los concejos de la sierra traigan a vender madera» de 1417 mandaron a San Martín de la Vega, Garganta del Villar con Navadijos, San Martín del Pimpollar con Navalsauz, Navarredonda, Hoyos y Hoyos y Navacepeda, llevar 150 carretadas de madera cada año a la villa, pese a que sólo San Martín del Pimpollar, Navarredonda, y Hoyos y Hoyos tenían «propios» de pinares y dehesas según las ordenanzas de 1405. Desde mayo a noviembre, ya que durante los otros meses el transporte de la sierra a la villa era difícil, entregarían un sexto cada mes del total de la madera en los martes de cada semana, y hasta la hora de misas del día siguiente la tendrían en la plaza para venderla. A la «campana» de Garganta (incluyendo su anejo Navadijos) le correspondió aportar 20 carretadas: 6 de tabla aserradiza, 6 de vigas de a cuatro, 3 de vigones y 5 de terciales.
También en 1462 se concertó que los Concejos de la Sierra dieran desde el 9 de noviembre hasta el día de carnestolendas 35 vacas, pagando el mayordomo del concejo lo tasado por cada vaca a su propietario, correspondiendo a la campana de Garganta 3 vacas en el reparto.

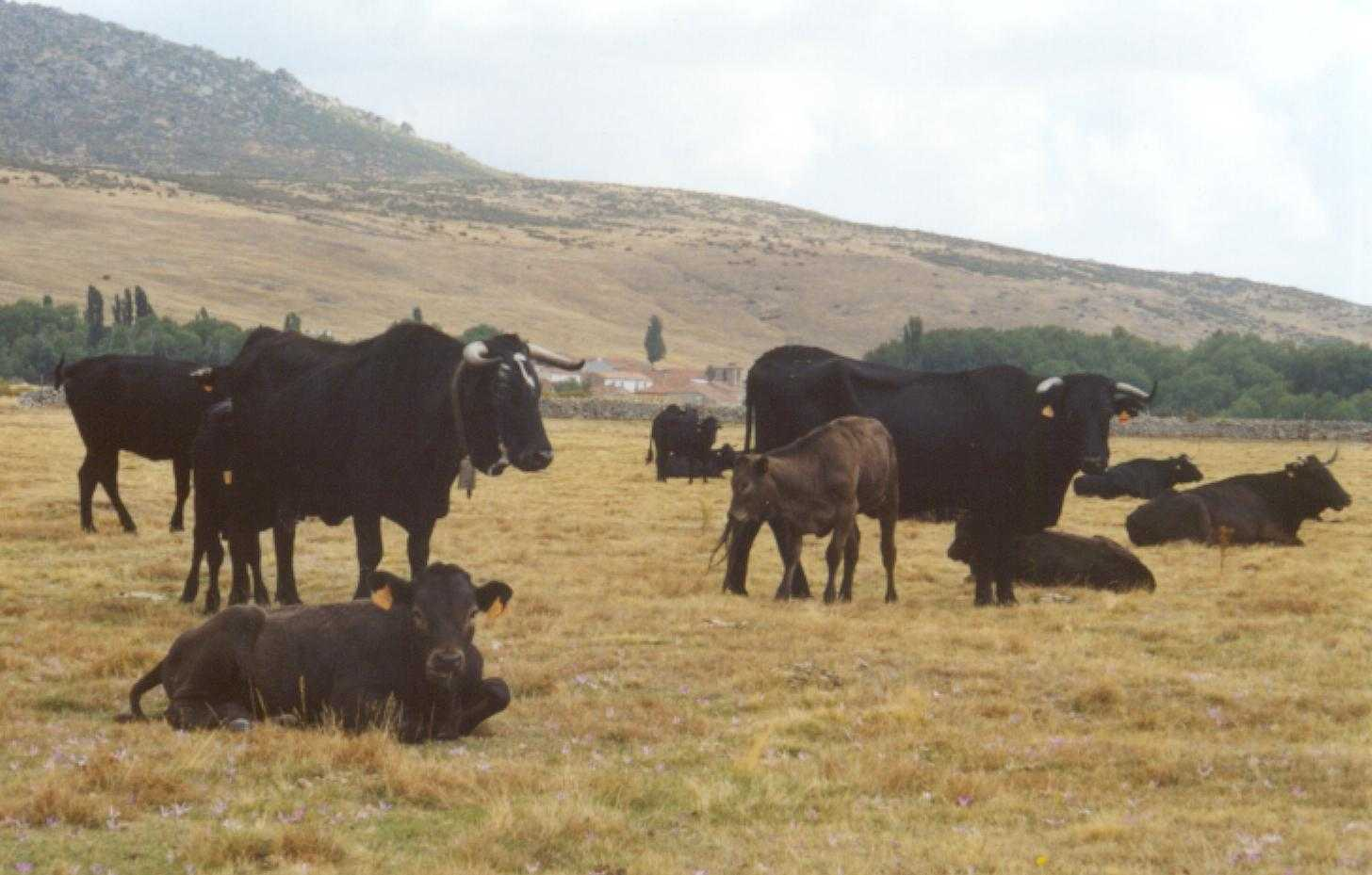
Ganado vacuno pastando en la dehesa municipal.

El Concejo de Garganta del Villar en 1444 comprendía además de su actual territorio el de Navadijos y el de los lugares de Alto Paso (hoy desaparecidos). En Garganta residía el sexmero mayor del Concejo. Fuentes escritas conservadas de los Archivos medievales de la época certifican que en el año 1467 se quemaron en Garganta 58 casas y 1 hospital, lo cual supuso la práctica desaparición del pueblo, hecho que se corrobora comprobando la caída en la recaudación de impuestos provenientes de este concejo en años posteriores. El Asocio de Villa y Tierra muestra como ayudaba a los pueblos que tenía bajo su protección, así se incluían en los repartos a la villa y tierra una cantidad de 200 maravedis por cada casa quemada. Gracias a ello sus moradores pudieron reconstruir el pueblo.
La creación de la Cabaña Real de Carreteros por los Reyes Católicos en 1497 contribuyó al relanzamiento de la economía española como elemento dinamizador del transporte por carretera a lo largo y ancho de la geografía nacional. Desde el principio Garganta del Villar perteneció a la Cabaña y entre otros beneficios, con los que contaban sus vecinos, se encontraba la exención de prestar el servicio militar. Reinando Felipe IV, sin razón ni derecho, se exige la prestación del servicio militar a los carreteros del sexmo de Sierra (integrado por los pueblos de Hoyo de Espino, Navarredonda, San Martín del Pimpollar, Garganta del Villar y lugares anexos). Estos reclaman y el Rey, con fecha 20 de marzo de 1638, da orden de suspender la recluta, a la vez que les solicita relación de carretas disponibles al servicio de la Corona. Se reúnen los sexmeros en Navarredonda y ofrecen 815 carretas “prestas para arrancar y servir a S. M.”. Para un transporte de trigo desde Madrid hasta Sevilla se demandan 600 carretas que se reparten según el número de vecinos, correspondiendo a Garganta del Villar 80 carretas por contar con 87 vecinos. Cada carreta era servida por tres bueyes negros ibéricos (dos uncidos y uno de revezo). 
En el año 1503 se suscribió un pacto de vecindad entre la villa y tierra de Piedrahíta con la de Villatoro, referido a consensuar las penas que se aplicarían a los ganaderos que incumplieran sus obligaciones respecto a los pastos de las dehesas de Navadijos y Garganta del Villar (integrados en la tierra de Piedrahíta) y de San Martín del Fraile y la Cepeda [la Mora] (que formaban parte del señorío de Villatoro).
En el periodo 1561-1568 tuvo lugar un pleito entre el concejo de Piedrahíta y dos aldeas de su tierra, Garganta del Villar y San Martín de la Vega, los tres pertenecientes al estado del Duque de Alba, porque el primero exigía a estos lugares que no arrendaran sus pastos a gentes forasteras, como venían haciendo, sino que los dejasen para usufructo del conjunto de vecinos de la tierra, lo cual suponía un ventaja evidente para los vecinos más pudientes, cuyo número era muy pequeño, en detrimento de los menos acomodados. Por el contrario las rentas percibidas por el arriendo de los pastos de propiedad municipal se destinaban a cubrir gastos de interés general, que repercutían por igual en todos los vecinos de la localidad.
En el año 1752, según se describe en el Catastro de Ensenada el pueblo tenía 42 vecinos que habitaban 37 casas. Además de otras dos casas cerradas se disponía de la casa del Concejo, un molino de agua, una taberna, una fragua y una carnicería. Entre sus habitantes se declaraban 36 como labradores y 10 como jornaleros. Se cosechaba lino, cebada y centeno y entre los productos ganaderos se encontraban lana, becerros, borregos, potros, cerdos y pollinos. La cabaña ganadera contaba con 1.930 cabezas de ovino, 421 de vacuno, 35 de caballar y 110 de porcino. Se practicaba la trashumancia; la mitad del año 1.500 ovejas y 200 reses vacunas pastaban en Extremadura, donde se disponía de dehesas arrendadas.
El censo de Floridablanca de 1787 da una población de 223 habitantes para el municipio.
Según el Diccionario de Madoz en 1849 disponía de 40 casas, ocupadas por 48 vecinos que sumaban 178 almas; el presupuesto municipal ascendía a 1.400 reales.
En 1950 eran 68 los edificios destinados a vivienda, ocupados por 241 habitantes. Existían censadas 3500 cabezas de ganado lanar y 280 de vacuno, amén de 30 de caballar, 25 de asnal y 70 de cerda.
El escudo municipal y la bandera fueron diseñados por el especialista Eduardo Duque y Pindado, y aprobado por acuerdo de pleno municipal en el año 2012.

## Demografía
Garganta del Villar cuenta con una población de 39 habitantes (INE 2024).
| Gráfica de evolución demográfica de Garganta del Villar entre 1842 y 2021                                             |
| |
| Población de derecho según los censos de población del INE. Población de hecho según los censos de población del INE. |

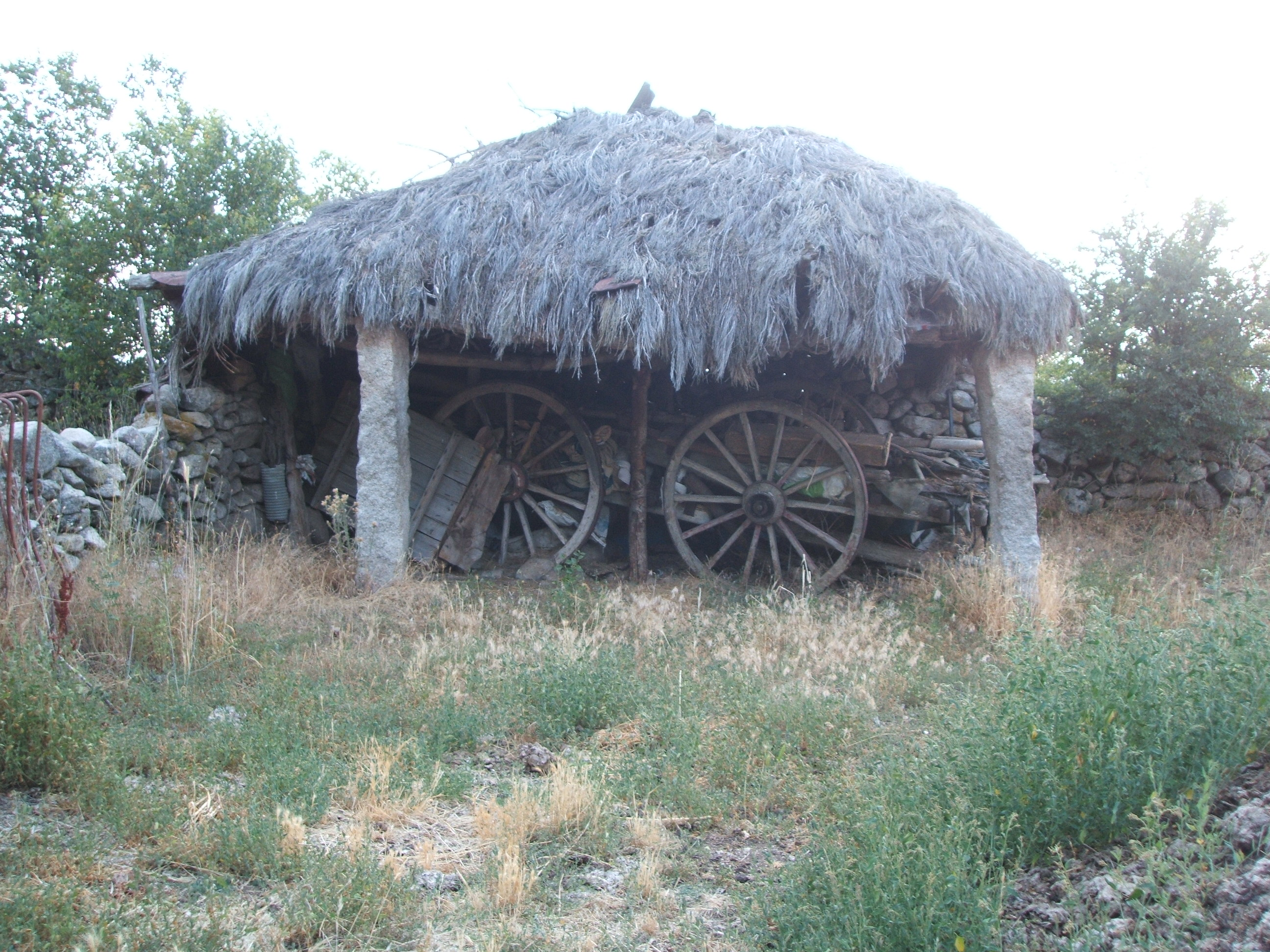
Carros de bueyes resguardados en tinao construido con escobas.

Cuenta con una población de 39 habitantes (INE 2024).

## Administración y política
El actual alcalde, Julio Antonio González, es asimismo el presidente de la Asociación de Ganaderos de Garganta del Villar.
| Periodo   | Nombre                          | Partido |
| --------- | ------------------------------- | ------- |
| 1979-1983 | Eusebio Gómez Sánchez           | UCD     |
| 1983-1987 | Julio Antonio González González | CDS     |
| 1987-1991 | Francisco García Hernández      | CDS     |
| 1991-1995 | José Santana Gómez              | CDS     |
| 1995-1999 | José Santana Gómez              | PP      |
| 1999-2003 | José Santana Gómez              | PP      |
| 2003-2007 | José Santana Gómez              | PP      |
| 2007-2011 | José Santana Gómez              | PP      |
| 2011-2015 | José Santana Gómez              | PP      |
| 2015-2019 | Julio Antonio González González | PP      |
| 2019-2023 | Eva María González Martín       | PP      |
| 2023-act. | Eva María González Martín       | PP      |

## Monumentos y lugares de interés
- Iglesia de Nuestra Señora de la Asunción: construcción del siglo XV, de una nave con cabecera poligonal de cinco lados, de planta rectangular y cubierta de teja. La cruz procesional realizada al estilo manierista, es obra del maestro abulense, natural de Candeleda, Bartolomé Rodríguez de Villafuerte, platero de la catedral de Ávila desde 1615 hasta 1637.
- Ermita de San Roque: situada a las afueras de la población.
- Puentes de la Barrera y el Arenal.
- Potro de herrar
- Piedra Jorcá, situada al norte, en las faldas de La Serrota, a 1800 metros de altitud, a unos 2 kilómetros de la localidad.

## Cultura

### Fiestas
- 3 de mayo: fiestas de la Veracruz. Misa con procesión acompañada de dulzaina y subasta de banzos.
- 15 de agosto: Ntra. Sra. de la Asunción.
- 16 de agosto: San Roque.